# Bùi Mạnh Quang
Bùi Mạnh Quang (1977 – ) là họa sĩ kiêm đạo diễn lĩnh vực phim hoạt hình người Việt Nam.

## Tiểu sử
Bùi Mạnh Quang sinh năm 1977, tốt nghiệp khoa Mỹ thuật trường Đại học Sân khấu – Điện ảnh Hà Nội, chuyên ngành Thiết kế Mỹ thuật phim hoạt hình. Anh đang giữ chức vụ Phó Tổng Giám đốc phụ trách Kinh doanh dịch vụ của Công ty Cổ phần Hãng phim Hoạt hình Việt Nam.
Năm 2021, Bùi Mạnh Quang có hồ sơ xét nhận danh hiệu Nghệ sĩ ưu tú.

## Tác phẩm
| Năm  | Phim                             | Đạo diễn | Họa sĩ chính                          | Chú thích |
| ---- | -------------------------------- | -------- | ------------------------------------- | --------- |
| 2009 | Những chú cá lạc đàn             | Không    | Có                                    | [ 4 ]     |
| 2009 | Trái bóng lạc đường              | Không    | cùng Lương Xuân Huy                   | [ 4 ]     |
| 2009 | Mẹo vặt                          | Không    | Có                                    | [ 4 ]     |
| 2010 | Hào khí Thăng Long               | Không    | cùng Phạm Ngọc Tuấn - Nguyễn Ngọc Anh | [ 5 ]     |
| 2010 | Vũ điệu ánh sáng                 | Có       | Không                                 | [ 6 ]     |
| 2013 | Mỵ Châu - Trọng Thủy             | Không    | Có                                    | [ 7 ]     |
| 2014 | Mặt nạ                           | Có       | Có                                    | [ 8 ]     |
| 2014 | Cái hố                           | Không    | Có                                    | [ 8 ]     |
| 2015 | Kim Đồng                         | Không    | Có                                    | [ 9 ]     |
| 2015 | Sóc nâu đáng yêu                 | Có       | Có                                    | [ 9 ]     |
| 2015 | Mùa xuân đã về                   | Không    | cùng Nhân Lập                         | [ 9 ]     |
| 2015 | Bước qua hai thế giới            | Không    | Có                                    | [ 9 ]     |
| 2016 | Sự tích hoa phượng               | Có       | Có                                    | [ 10 ]    |
| 2016 | Xin chào Lucy                    | Không    | Có                                    | [ 10 ]    |
| 2017 | Chát & Bốp                       |          |                                       | [ 11 ]    |
| 2017 | Ngôi sao xanh kỳ lạ – Tập 1 + 2  | Không    | Có                                    | [ 12 ]    |
| 2017 | Tiếng còi                        | Có       | Có                                    | [ 12 ]    |
| 2018 | Ngôi sao xanh - tập 3+4          | Không    | Có                                    | [ 13 ]    |
| 2018 | Chú chó cứu hỏa                  | Không    | Có                                    | [ 13 ]    |
| 2018 | Siêu nhân đất Sét                | Không    | Có                                    | [ 13 ]    |
| 2018 | Truyền thuyết thác Pongour       | Có       | Có                                    | [ 13 ]    |
| 2019 | Truyền thuyết Gươm thần          | Không    | Có                                    | [ 14 ]    |
| 2019 | Sự tích Đền Voi phục             | Có       | Có                                    | [ 14 ]    |
| 2020 | Vương quốc bánh kẹo              | Không    | Có                                    | [ 15 ]    |
| 2020 | Xứ sở của những bóng ma          | Không    | Có                                    | [ 15 ]    |
| 2020 | Quái vật hang sâu                | Không    | Có                                    | [ 15 ]    |
| 2020 | Chiến binh mèo mũi đỏ            | Có       | Có                                    | [ 15 ]    |
| 2020 | Nhà của Chuồn chuồn              | Có       | Có                                    | [ 15 ]    |
| 2020 | Chẫu chàng - chẫu chuộc          | Có       |                                       |           |
| 2020 | Khúc hát đôi bàn tay             | Có       | Không                                 | [ 16 ]    |
| 2021 | Bạch Đằng nổi sóng               | Có       | Có                                    | [ 17 ]    |
| 2021 | Tình bạn xuyên thời gian - tập 7 | Không    | Có                                    | [ 17 ]    |
| 2022 | Chiến binh Mèo Mũi đỏ - tập 2    | Có       | Có                                    | [ 18 ]    |
| 2022 | Hành tinh tí hon                 | Không    | Có                                    | [ 18 ]    |
| 2022 | Kỳ tích đầm Dạ Trạch             | Có       | Có                                    | [ 18 ]    |
| 2023 | Chiến binh Mèo mũi đỏ - tập 3+4  | Có       | Có                                    | [ 19 ]    |
| 2024 | Chiếc xe thồ Điện Biên           | Có       | Có                                    | [ 20 ]    |
| 2024 | Lời hứa Điện Biên                | Có       | Có                                    | [ 20 ]    |

## Giải thưởng
| Năm            | Sự kiện                            | Hạng mục                        | Tác phẩm                                        | Kết quả       | Nguồn         |
| Giải Bông sen  | Giải Bông sen                      | Giải Bông sen                   | Giải Bông sen                                   | Giải Bông sen | Giải Bông sen |
| -------------- | ---------------------------------- | ------------------------------- | ----------------------------------------------- | ------------- | ------------- |
| 2019           | Liên hoan phim Việt Nam lần thứ 21 | Họa sĩ (tạo hình) xuất sắc nhất | Ngôi sao xanh kỳ lạ, Truyền thuyết thác Pongour | Đoạt giải     | [ 21 ]        |
| 2021           | Liên hoan phim Việt Nam lần thứ 23 | Họa sĩ (tạo hình) xuất sắc nhất | Kỳ tích đầm Dạ Trạch                            | Đoạt giải     | [ 22 ]        |
| Giải Cánh diều |                                    |                                 |                                                 |               |               |
| 2019           | Giải Cánh diều 2018                | Thiết kế mỹ thuật xuất sắc      | Truyền thuyết thác Pongour                      | Đoạt giải     | [ 23 ]        |

### Tác phẩm đạt giải
| Năm  | Sự kiện                            | Tác phẩm                   | Vai trò           | Kết quả                | Nguồn  |
| ---- | ---------------------------------- | -------------------------- | ----------------- | ---------------------- | ------ |
| 2011 | Giải Cánh diều 2010                | Vũ điệu ánh sáng           | Đạo diễn          | Cánh diều Bạc          | [ 24 ] |
| 2019 | Giải Cánh diều 2018                | Truyền thuyết thác Pongour | Đạo diễn - Họa sĩ | Cánh diều Bạc          | [ 23 ] |
| 2020 | Liên hoan phim Việt Nam lần thứ 20 | Sóc Nâu đáng yêu           | Đạo diễn - Họa sĩ | Cánh diều Bạc          | [ 25 ] |
| 2021 | Liên hoan phim Việt Nam lần thứ 21 | Sự tích hoa Phượng         | Đạo diễn - Họa sĩ | Giải của Ban giám khảo | [ 26 ] |